# Piper amphitrichum
Piper amphitrichum är en pepparväxtart som beskrevs av William Trelease. Piper amphitrichum ingår i släktet Piper och familjen pepparväxter. Inga underarter finns listade i Catalogue of Life.